# 岩井重久
岩井 重久（いわい しげひさ、1916年3月6日 - 1996年10月14日）は、日本の土木工学者・衛生工学者。京都大学名誉教授・衛生工学科創設者。工学博士（京都大学）。International Association on Water Pollution Research and Control(IAWPRC)名誉会員。環境技術研究協会創設者・初代会長。元土木学会関西支部常議員。勲二等瑞宝章受章。環境衛生工学の第一人者の一人。位階は正四位。
専門は、衛生工学・土木工学、上下水道学・水理学、環境科学・循環型社会システム、廃棄物処理・工業排水処理など。

## 略歴
京都府出身。1936年旧制大阪高等学校卒業。1939年京都帝国大学工学部土木工学科卒業。逓信省技手などを経て、1941年京都帝国大学工学部土木工学科助教授。1949年京都大学工学部土木工学科教授、土木工学第三講座 （衛生工学研究室：門下生には合田健・川島普らがいる）を担当、工学博士（京都大学）。1951年ハーバード大学衛生工学大学院に留学。1955年UNESCOメキシコ出張。帰国後、1958年京都大学工学部に衛生工学科を創設、同学科初代教授。1979年京都大学名誉教授。1989年勲二等瑞宝章受章。1996年10月14日、シンポジウムでの講演のため訪れていた大韓民国釜山広域市において心筋梗塞のため逝去。死没日付をもって従六位から正四位に進階。
京都帝国大学・京都大学工学部で30年以上の長きに渡り教鞭を執り、衛生工学科を創設し、京大岩井研としての環境衛生工学の立ち上げ・研究育成に貢献した。それらの研究功績を讃え、「環境技術研究学会岩井賞」が設けられている。
主な所属学会は、土木学会、日本衛生学会、環境技術研究学会、日本水環境学会、日本水道協会、日本水処理技術研究会、日本下水道協会、廃棄物学会（現：廃棄物資源循環学会）、日本地球化学会など。
主な受賞は、日本水環境学会特別功労賞(1990)、廃棄物学会賞大賞(1990)。
主な著書は、下・廃水汚泥の処理（共著、コロナ社1968）、廃水・廃棄物処理（共著、講談社1977-1979）、水質データの統計的解析（共著、森北出版1980)など。

## 主な研究
- 淀川水系の水質保全について[11]
- トレーサーによる河川汚染の解析について
- 汚泥の嫌気性消化とバイオガス利用
- フィリピン・ケソン市のゴミ焼却炉について[12]
- ケープタウンにおける下水の脱窒処理 - 大阪府公衆衛生研究所との共同研究
- オキシデーション・ディッチ(OD)による下水処理効率
- 浄化槽の高度処理化と高普及の時代にむけて
- 都市ごみプラスチック中の有害物質について
- 放射性廃棄物固化体中の放射性核種の溶出に関する研究
- 環境技術のさらなる発展〜資源循環型社会への転換をめざして